# 逢甲大学

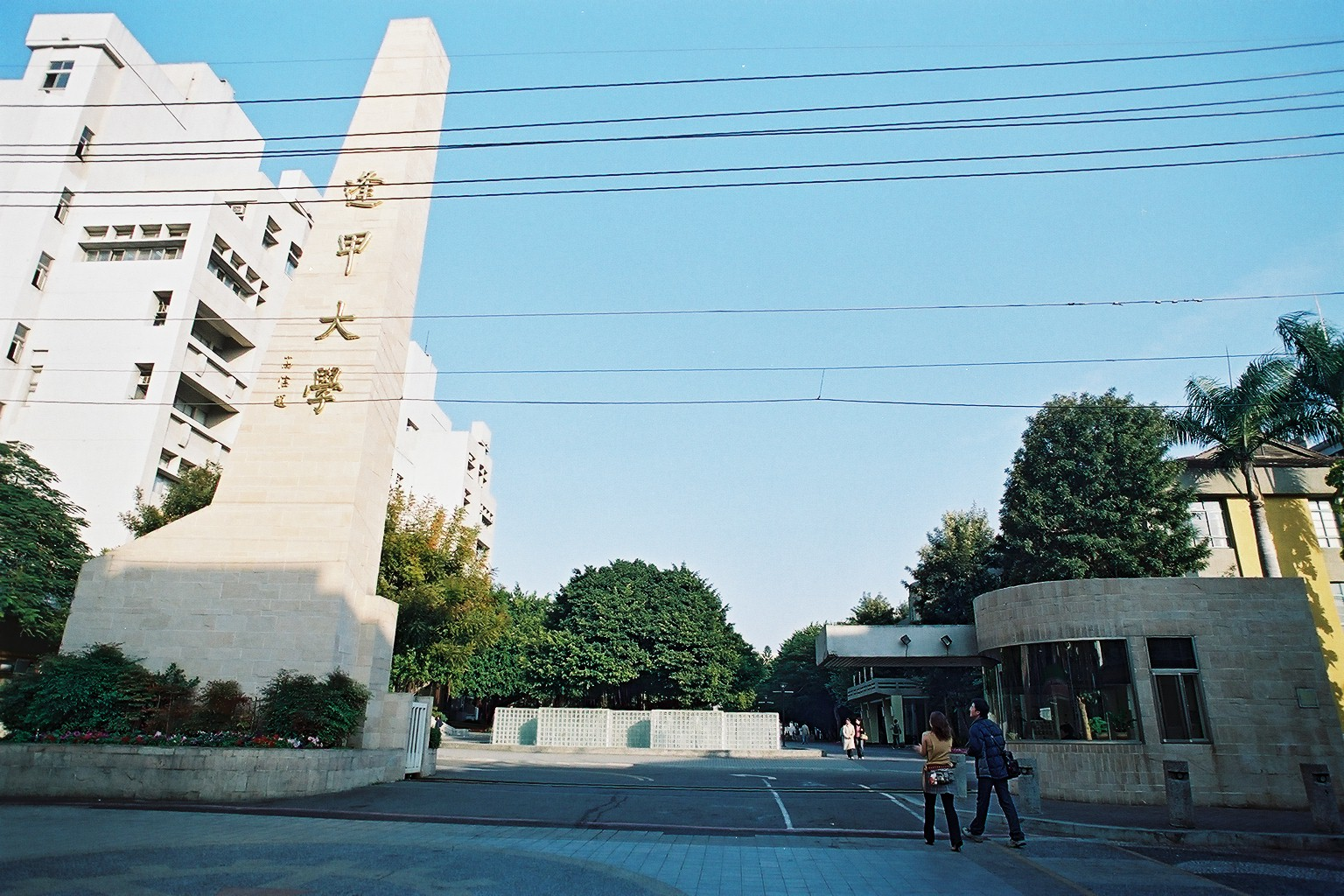
逢甲大学西門

私立逢甲大学（ほうこうだいがく、Feng Chia University）は、台中市西屯区にある台湾の私立総合大学である。大学の略称は逢大。台湾民主国時代に活躍し、後に広東省で名を馳せた丘逢甲を記念し、1950年代に学校建設が計画され、1961年に開校した逢甲工商学院を前身とする、実業系の総合大学であると言える。

## 歴史
| 年     | 月日 | 事跡                       |
| ------ | ---- | -------------------------- |
| 1961年 | -    | 「逢甲工商学院」として開校 |
| 1980年 | -    | 「逢甲大学」と改称         |

## 組織
| | |
| - 工学部 - 機械コンピューター工学科 - 纖維複合材料学科 - 工業工学システム管理學系 - 化学工学系 - 航空宇宙システム工学科 - 機械工学大学院 - 機械航空工学大学院 - 材料製造工学大学院 - 紡織工学大学院 - 商学部 - 会計学科 - 企業管理学科 - 経済学科 - 財務金融学科 - 統計学科 - 国際貿易学科 - 保健学科 - 協力経済学科 - 財税学科 - 統計調査大学院 - 財経法律大学院 - テクノロジー管理大学院 - 理学部 - 応用数学科 - 環境工学科 - 材料科学科 - 光電学科 - 人文社会学部 - 中国文学科 - 外国文学科 - 歴史文物管理研究所 - 公共政策研究所 - 教員養成センター - 芸術センター - 言語教育センター - 大衆文化研究センター - 唐代研究センター | - 情報電機学部 - 独立系栄誉コース - 情報工学科 - 電機工学科 - 電子工学科 - 自動制禦工学科 - 通信工学科 - 電通研究所博士課程 - 産業研発修士課程 - 情報電子修士課程社会人コース - 建築学部 - 土木工学科 - 水利工学科 - 建築学科 - 都市計画学科 - 交通工学管理学科 - 土地管理学科 - 室内景観設計科 - 土木水利工学大学院博士課程 - 景観レジャー大学院修士課程 - 環境資訊科技研究所修士コース - 地理資訊系統研究センター - 営建及防災研究センター - 城郷發展研究センター - 車輛行車事故鑑定研究センター - 営建工程与管理進修コース - 経営管理学部 - EMBA上級管理コース - EMBA経営管理コース - EMBAテクノロジー管理コース - 進修社会学院文学院 |

## 教員

### 歴代学長
| 区分              | 代         | 氏名   | 任期                                        |
| ----------------- | ---------- | ------ | ------------------------------------------- |
| 逢甲学院          | 初代       | 陳泮嶺 | 1961年6月 - 1962年1月                       |
| 逢甲学院          | 第2代      | 高信   | 1962年1月 - 1963年1月                       |
| 逢甲学院          | 第3代      | 張希哲 | 1963年1月 - 1973年6月                       |
| 逢甲学院 逢甲大学 | 第4代 初代 | 廖英鳴 | 1973年6月 - 1980年6月 1980年6月 - 1988年6月 |
| 逢甲大学          | 第2代      | 楊濬中 | 1988年6月 - 1995年8月                       |
| 逢甲大学          | 第3代      | 黃鎮台 | 1995年8月 - 1998年2月                       |
| 逢甲大学          | 第4代      | 劉安之 | 1998年2月 - 2007年7月                       |
| 逢甲大学          | 第5代      | 張保隆 | 2007年7月 - 2013年7月                       |
| 逢甲大学          | 第6代      | 李秉乾 | 2013年7月 - 2022年7月                       |
| 逢甲大学          | 第7代      | 王葳   | 2022年7月 -                                 |

## 主な出身者
- 周永暉 - 台湾鉄路管理局局長、交通部観光局局長
- 蘇昭旭―学者、大学教員、作家、鉄道研究家。電子工学科卒

## ギャラリー

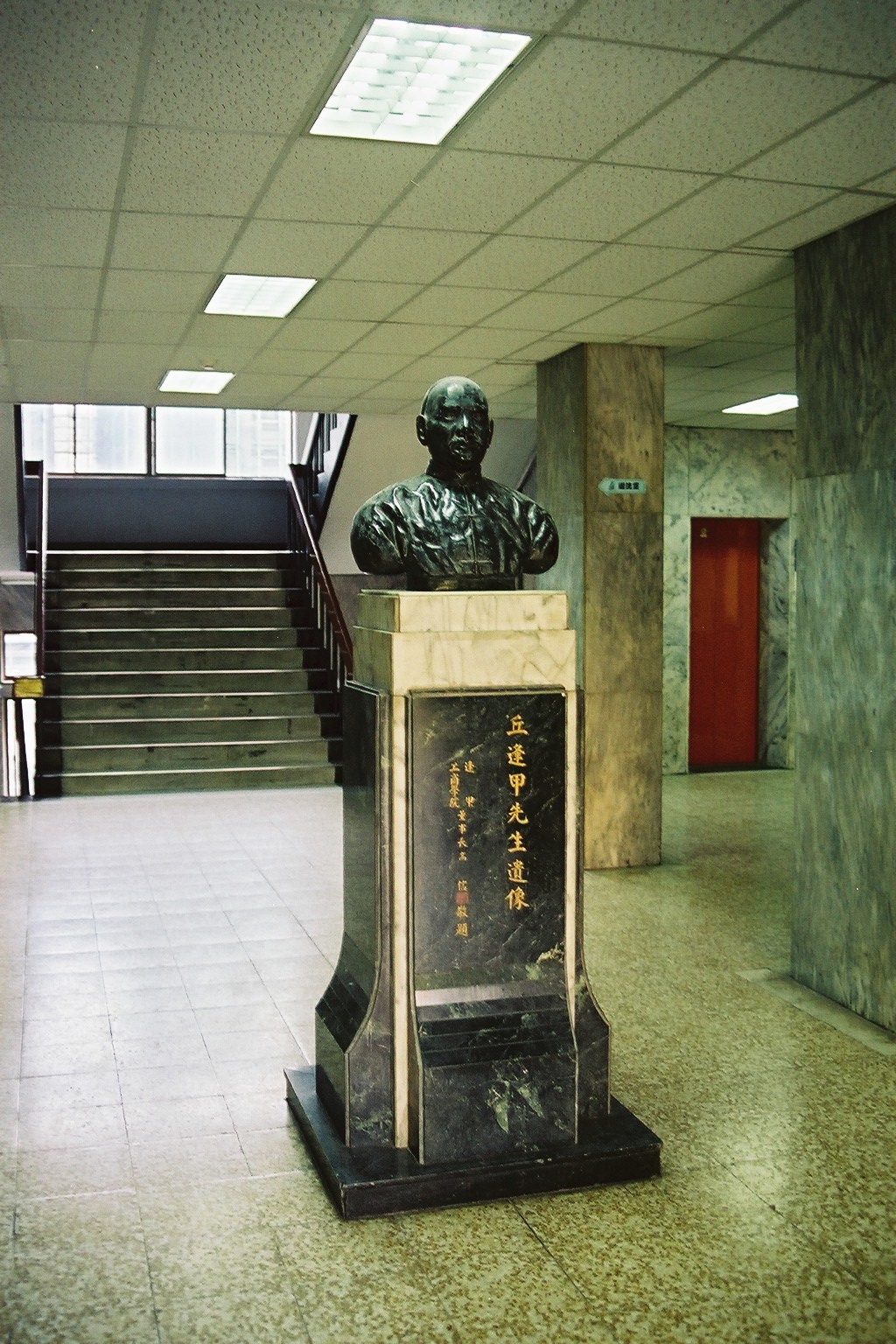
丘逢甲先生遺像
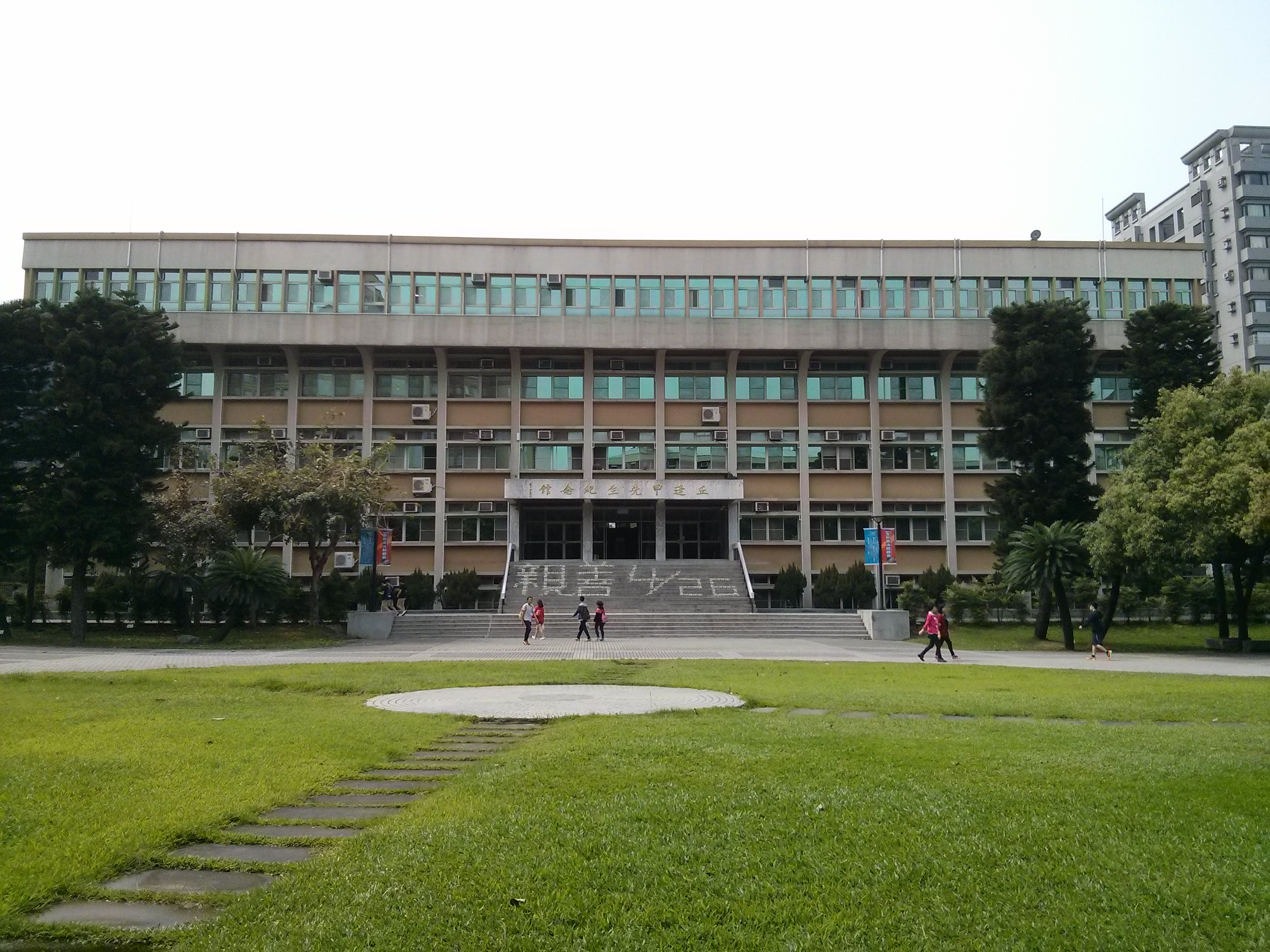
丘逢甲紀念館
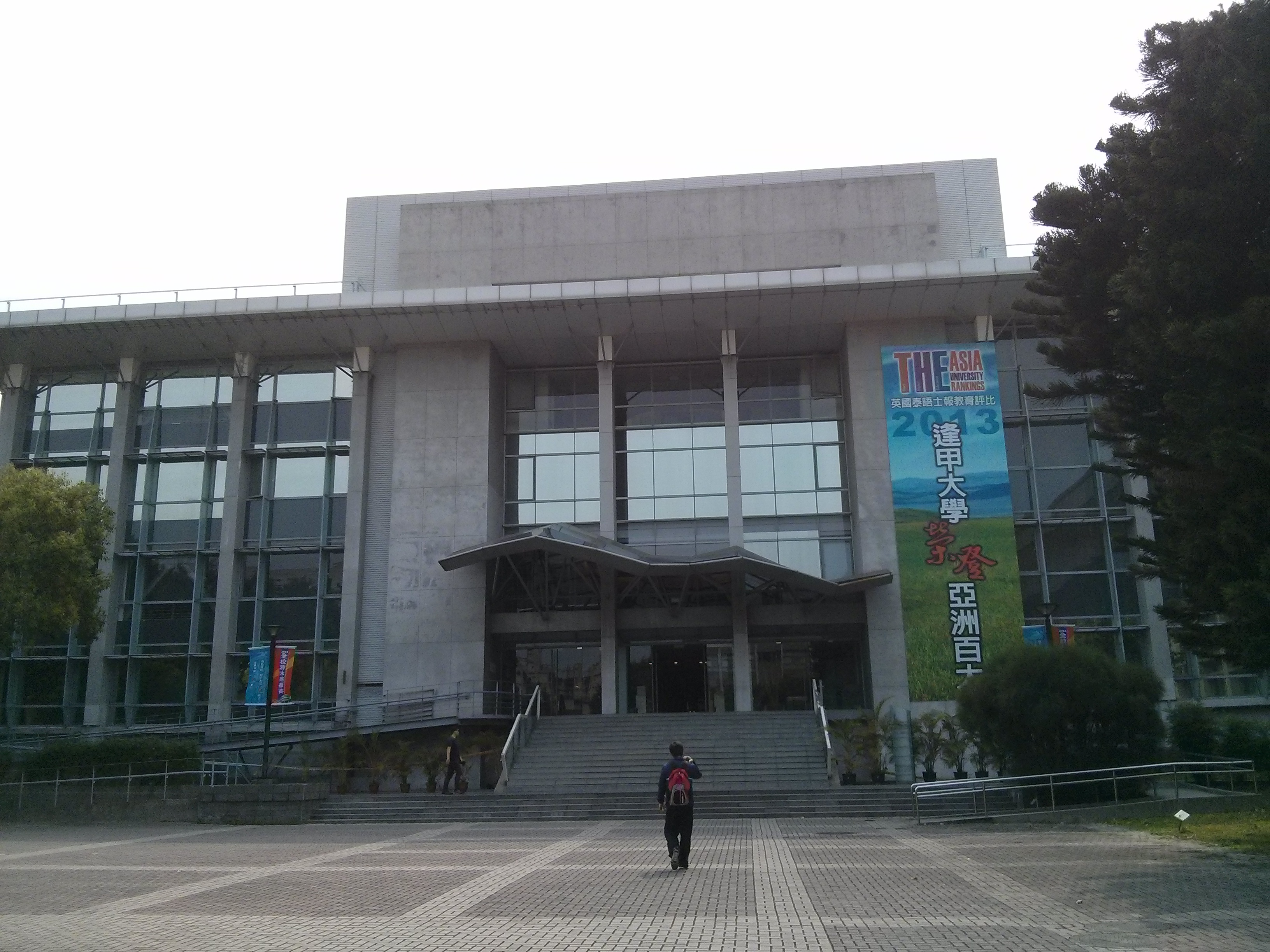
図書館
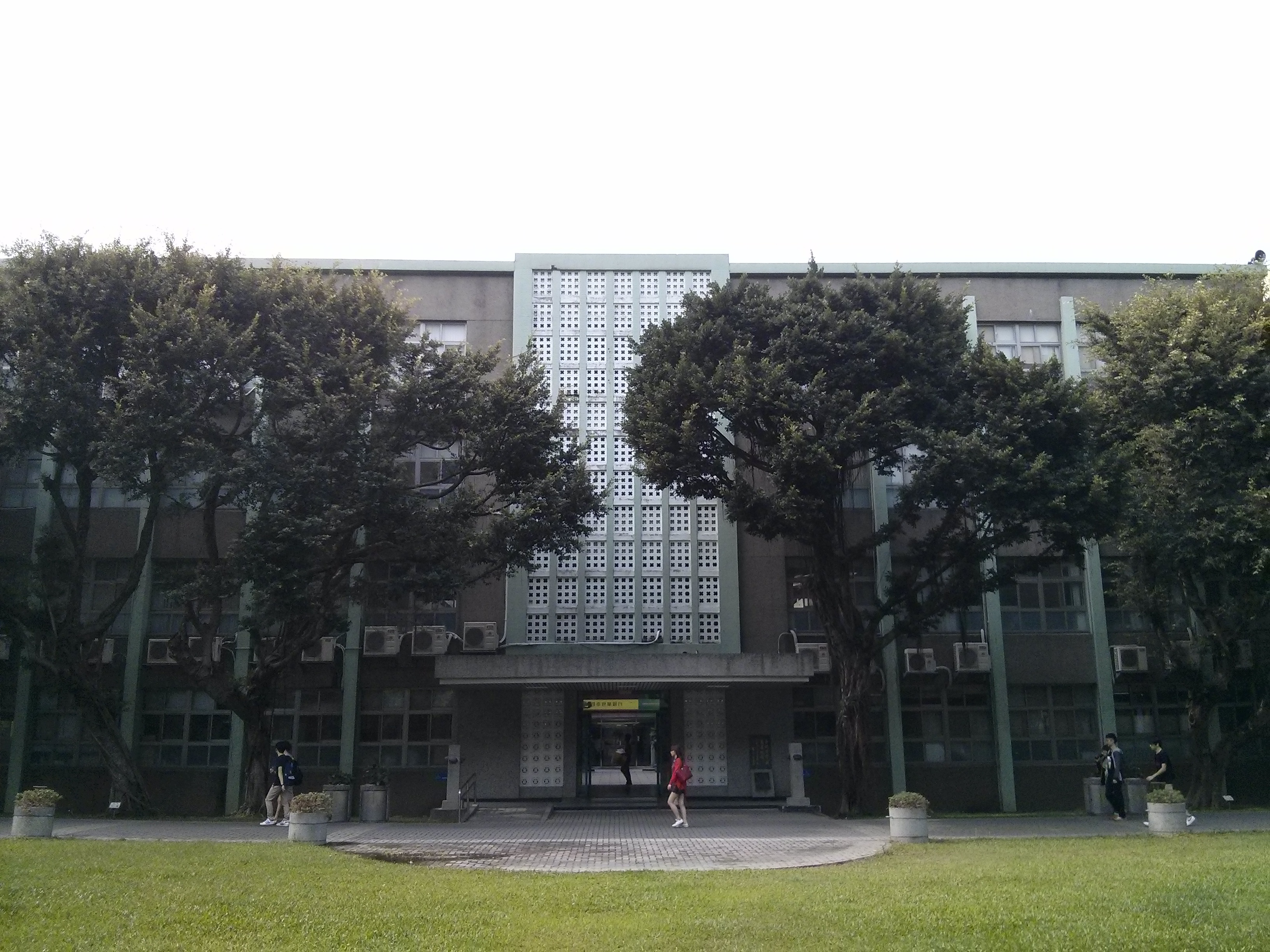
行政大楼
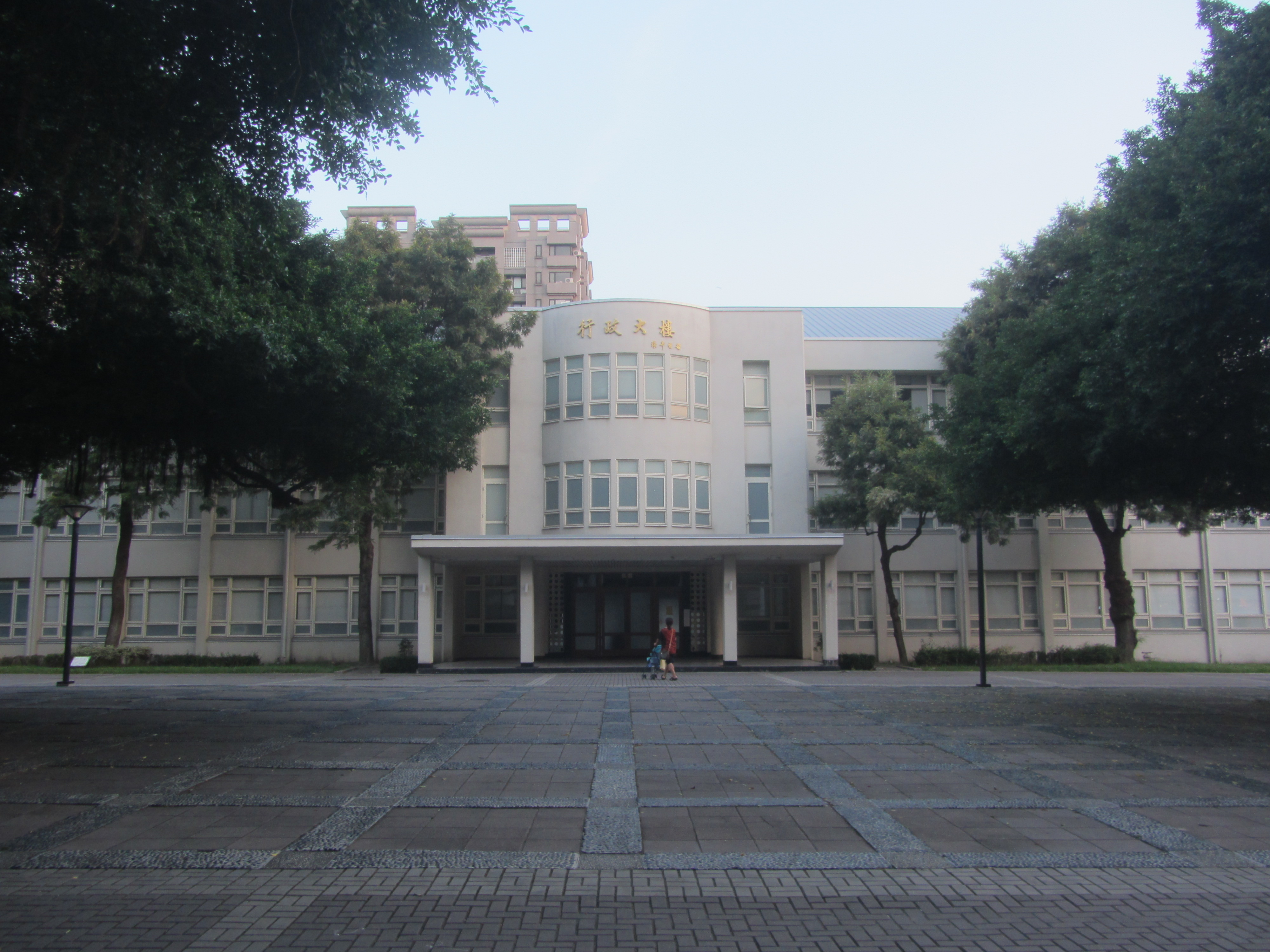
行政大楼
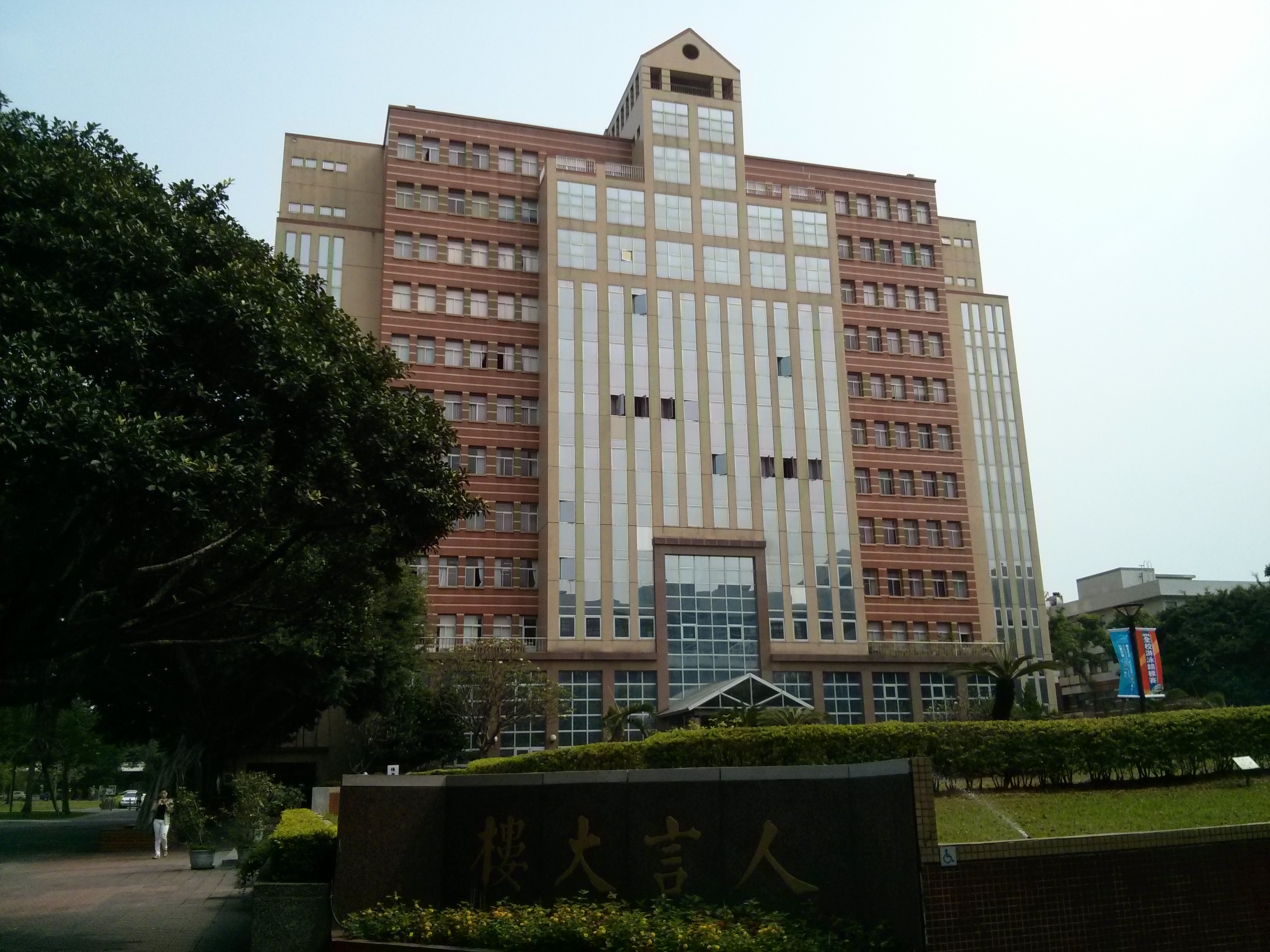
人言大楼
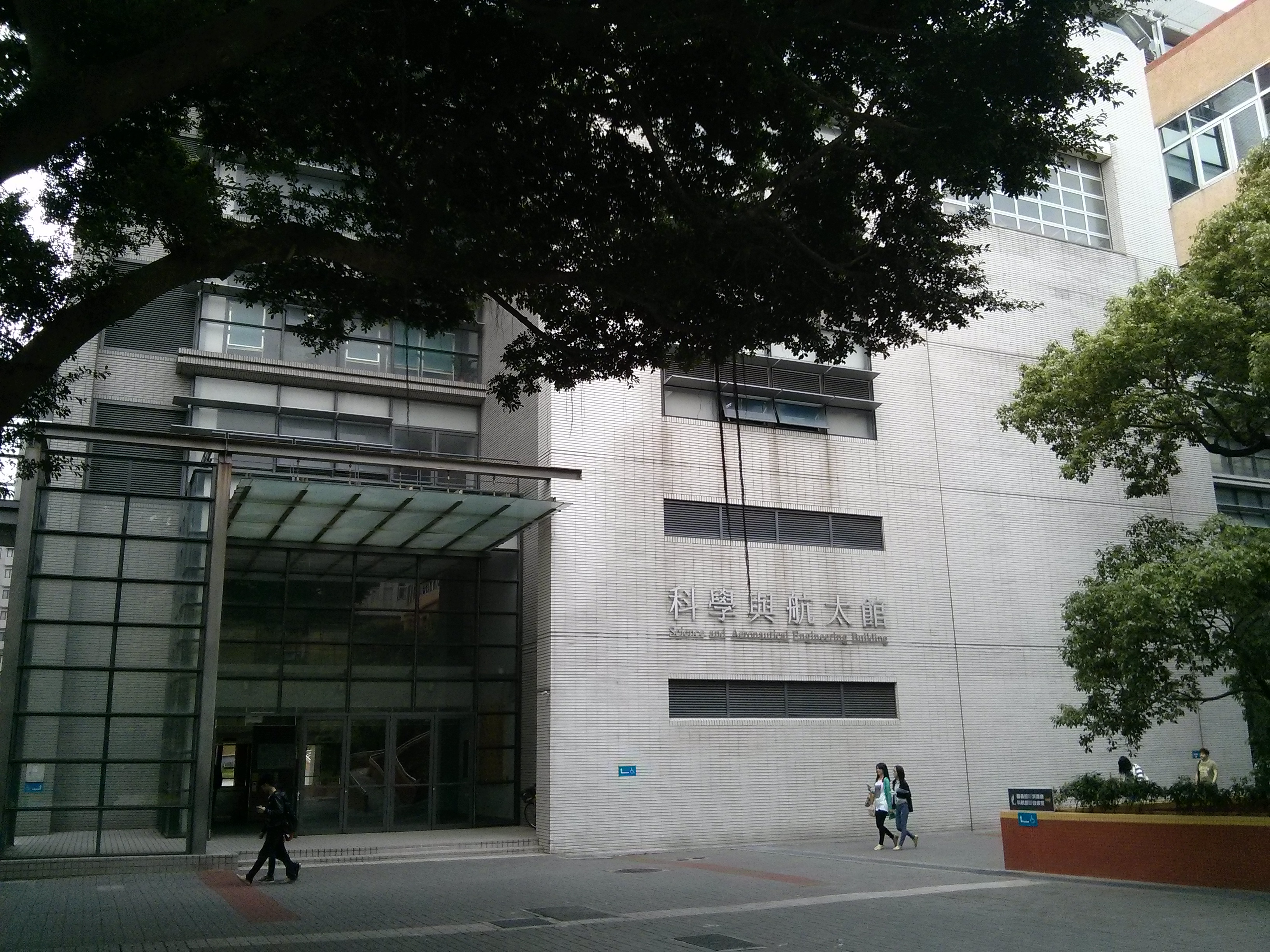
科学与航太館
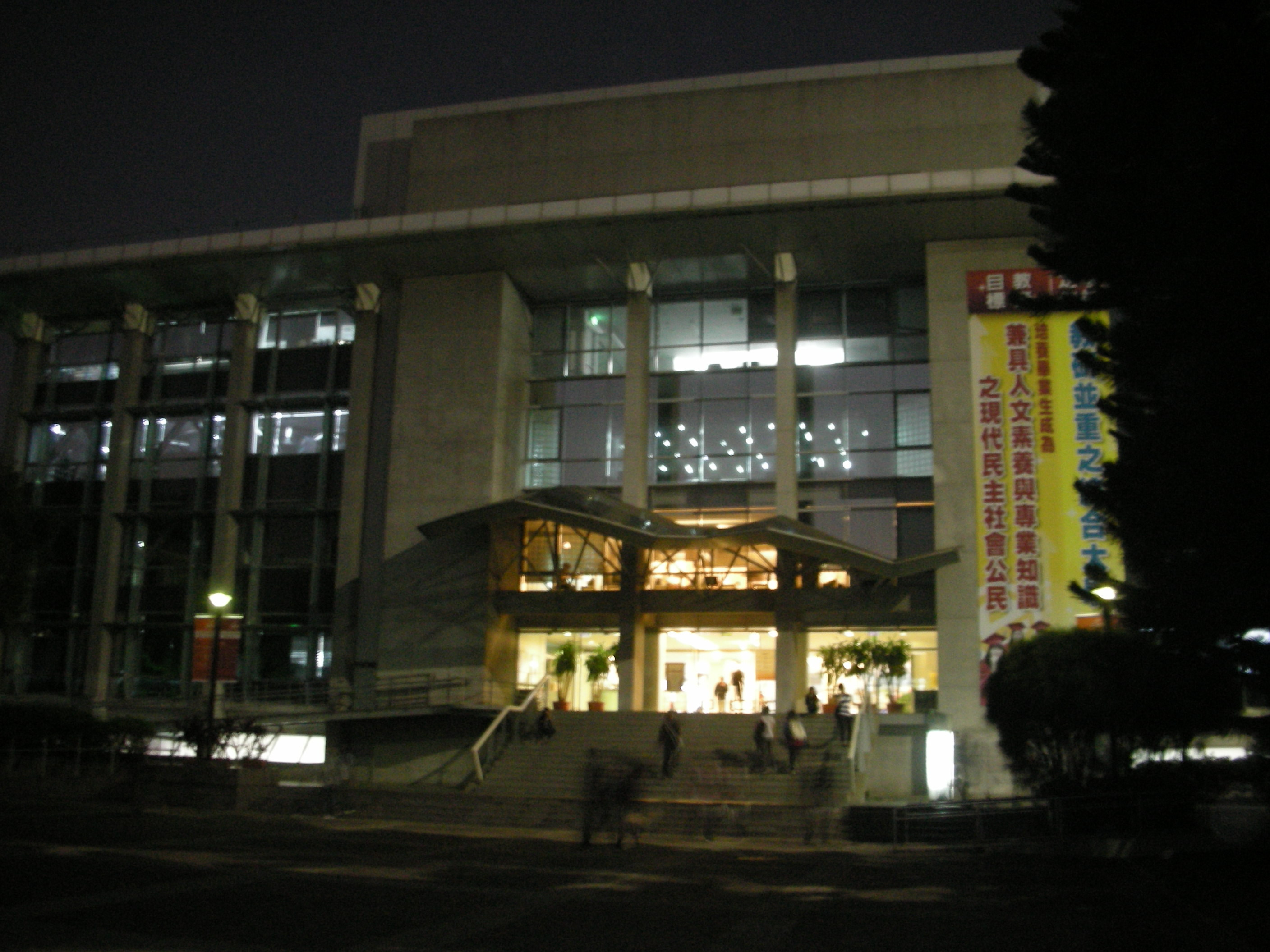
夜の図書館
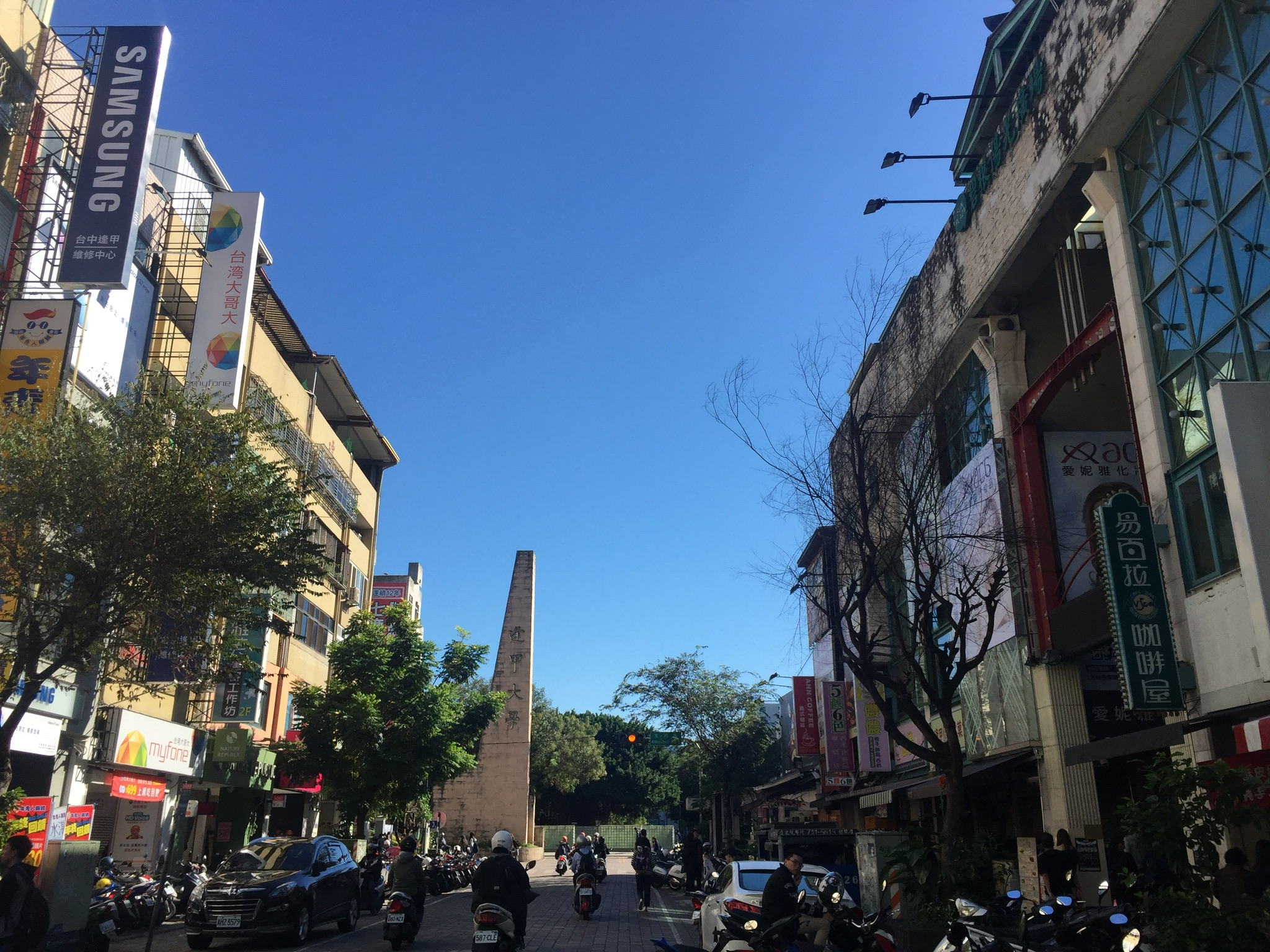
西門前の商店街（逢甲路）